# Red Album
Red Album – pierwszy album studyjny amerykańskiego zespołu muzycznego Baroness. Wydawnictwo ukazało się 10 września 2007 roku nakładem wytwórni muzycznej Relapse Records. Nagrania zostały zarejestrowane pomiędzy marcem a majem 2007 roku w Jam Room we współpracy z producentem muzycznym Phillipem Cope'em.

## Lista utworów
Opracowano na podstawie materiału źródłowego.
| Nr  | Tytuł utworu          | Długość |
| --- | --------------------- | ------- |
| 1.  | „Rays on Pinion”      | 07:35   |
| 2.  | „The Birthing”        | 05:03   |
| 3.  | „Isak”                | 04:22   |
| 4.  | „Wailing Wintry Wind” | 05:54   |
| 5.  | „Cockroach en fleur”  | 01:50   |
| 6.  | „Wanderlust”          | 04:29   |
| 7.  | „Aleph”               | 04:21   |
| 8.  | „Teeth of a Cogwheel” | 02:16   |
| 9.  | „O'Appalachia”        | 02:36   |
| 10. | „Grad”                | 05:54   |
| 11. | „utwór ukryty”        | 12:11   |
|     |                       | 56:31   |

## Twórcy
Opracowano na podstawie materiału źródłowego.
| Zespół Baroness w składzie - John Dyer Baizley – oprawa graficzna, gitara, śpiew - Summer Welch – gitara basowa - Allen Blickle – perkusja - Brian Blickle – gitara | Inni - Scott Hull – mastering - Phillip Cope – produkcja muzyczna, inżynieria dźwięku - Jay Matheson, Steve Slavich – inżynieria dźwięku |